# Parábola da Figueira

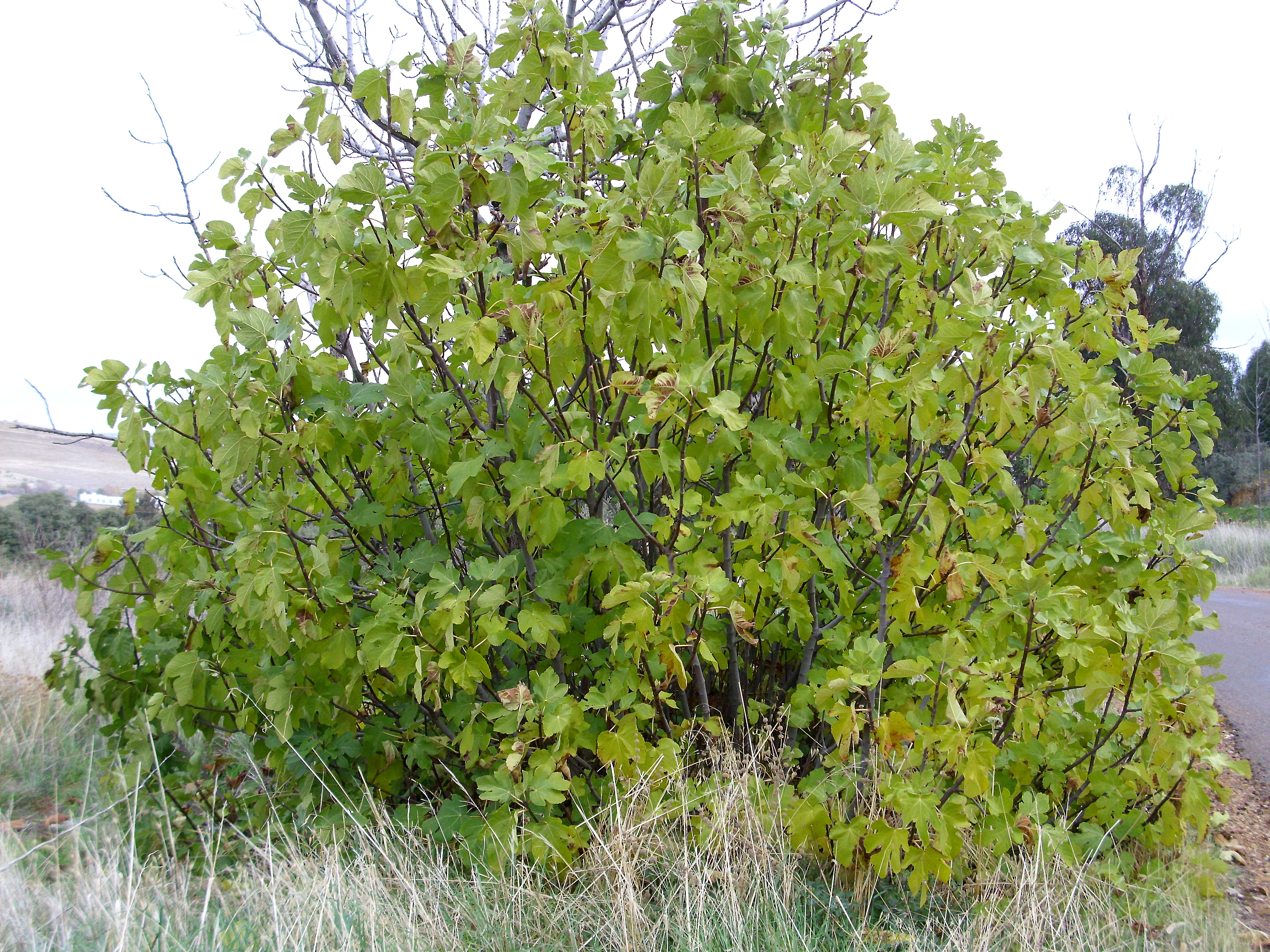
Uma figueira

A Parábola da Figueira é uma parábola contada por Jesus, e encontrada em Mateus 24 (Mateus 24:32–35), Marcos 13 (Marcos 13:28–31) e Lucas 21 (Lucas 21:29–33). Esta parábola, sobre o 2° Vinda de Cristo (Apocalipse 3:20), envolve uma figueira, assim como a Parábola da Figueira Estéril,  elas têm uma relação profetica com restauração do país de Israel depois de 1900 de seu fim. Ela mostra sobre o ano em que Cristo veia para ajuntar as suas ovelhas João 10:16 . É parte do Discurso das Oliveiras.

## Narrativa
De acordo com o Evangelho de Lucas:
| “ | «E disse-lhes uma parábola: Olhai para a figueira, e para todas as árvores; Quando já têm rebentado, vós sabeis por vós mesmos, vendo-as, que perto está já o verão. Assim também vós, quando virdes acontecer estas coisas, sabei que o reino de Deus está perto. Em verdade vos digo que não passará esta geração até que tudo aconteça. Passará o céu e a terra, mas as minhas palavras não hão de passar.» (Lucas 21:29–33) | ” |

## Interpretação
A parábola é uma de uma seqüência de respostas para uma pergunta no Evangelho de Mateus:
| “ | «Enquanto estava sentado no monte das Oliveiras, os discípulos aproximaram-se-lhe em particular, dizendo: 'Dize-nos quando sucederão estas coisas e qual será o sinal da tua vinda e do fim do mundo?'» (Mateus 24:3) | ” |

Outras parábolas nesta seqüência incluem a Parábola das Dez Virgens (Mateus 25:1–13) e a Parábola do Servo Fiel (Mateus 24:42–51). A parábola das Dez Virgens reforça o convite à prontidão perante o nosso desconhecimento da Segunda Vinda de Cristo. Ela já foi descrita como uma "parábola de vigília".
Lucas apresenta esta parábola como tendo uma natureza escatológica: como as folhas da figueira, os sinais apresentados pelo "Discurso das Oliveiras", de Lucas 21:5-28, indicam a vinda do Reino de Deus.
Uma interpretação alternativa é que a figueira representaria a nação de Israel sendo politicamente re-estabelecida em suas terras novamente. Assim, quando o estado moderno de Israel foi fundado em 14 de maio de 1948, Hal Lindsey concluiu que estaríamos na última geração; Muitos acadêmicos, porém, discordam desta visão, apontando principalmente que Mateus não fala nada sobre Israel em todo o seu evangelho. Além disso, Lucas diz " Olhai para a figueira, e para todas as árvores". Não apenas uma árvore, mas muitas. Assim Jesus estaria se referindo às árvores em geral e não à figueira em particular que representaria Israel;